# Bernard Lyot

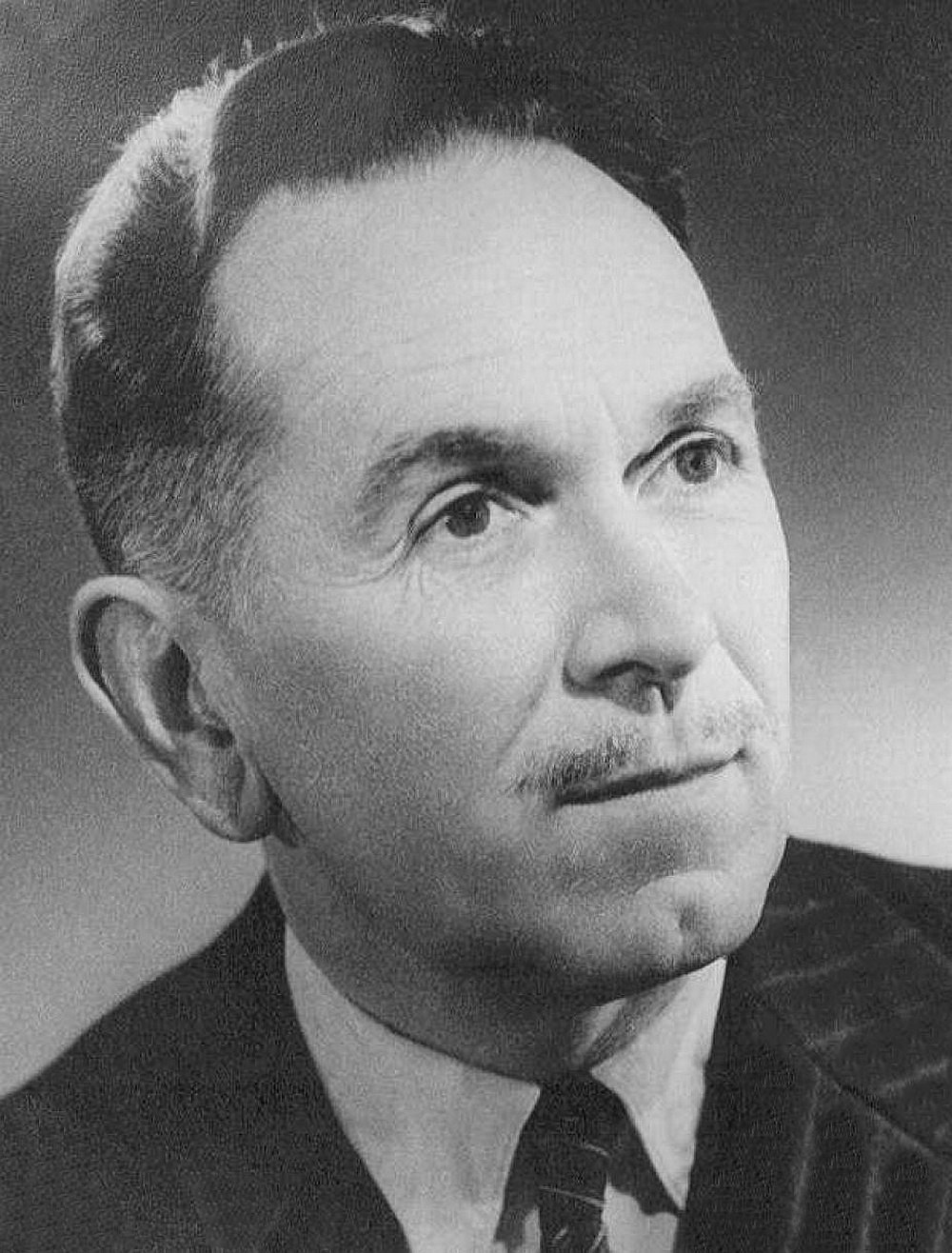
Bernar Lyot em foto.

Bernard Ferdinand Lyot (Paris, 27 de fevereiro de 1897 — Cairo, 2 de abril de 1952) foi um astrônomo francês.

## Prémios e honrarias
- 1930 - Medalha Janssen
- 1932 - Prémio Jules Janssen[1]
- 1939 - Medalha de Ouro da Royal Astronomical Society[2]
- 1942 - Medalha Howard N. Potts[3]
- 1947 - Medalha Bruce[4]
- 1951 - Medalha Henry Draper[5]